# سنگ‌سفید (صحنه)
سنگ‌سفید (به کُردی: کوچگ چه‌رمی)، روستایی از توابع بخش دینور شهرستان صحنه در استان کرمانشاه ایران است.

## جمعیت
این روستا در دهستان حر قرار دارد و براساس سرشماری مرکز آمار ایران در سال ۱۳۸۵، جمعیت آن ۲۶۸ نفر (۶۳خانوار) بوده‌است.
روستای سنگ سفید از غرب به روستای سرتخت (آخرین روستای شهرستان صحنه) و از شرق به روستای سربرزه مشرف می باشد.
این روستا از نظر آداب و فرهنگ قومیتی و گروهی زبانزد منطقه بوده و در امورات تیمی دارای فرهنگ غنی می‌باشد و کلیه مراسمات گروهی توسط کارگروه‌های سنتی روستا اجرا و اداره می‌گردد.
درزمان گذشته حدود بیست سال پیش که هنوز روستا برق‌رسانی نشده بود فرهنگ کاملاً” متفاوتی داشته بازی‌های کودکان و نوجوانان بیشتر بازی های محلی ولی اکنون فوتبال جای تمامی آنها را گرفته است.
مردم روستا در زمان گذشته بعد از کار روزمره شب‌ها دور هم جمع شده ودید و بازدیدهای شبانه با قصه ها وپندها وخاطرات ومثل های قدیمی از بزرگان شب را سپری میکردند صمیمیت بیشتری بین افراد دیده میشد اما اکنون بیشتر سریالهای تلویزیون جای خود را به شب نشینیهای گذشته داده است.
در این روستا خانواده های علیخانی، فرهادی، مرادی، میرزائی، صفری سهرابی، نوروزی ، زارعی سکنی دارند .

## وجه تسمیه
وجه تسمیه نام روستای " سنگ سفید" به دلیل وجود بافت کوهی در مجاور ( شمال روستا) به همین نام و بافت سنگ های سفید معدنی (کوچک چرمه) اطراف روستا این مکان سنگ سفید نام می‌گیرد.

## اقتصاد
عمده فعالیت های اقتصادی این روستا باغداری و کشاورزی است و از نظر آب و هوائی دارای بهترین آب و هوایی کوهستانی می باشد. 
اختلاف درجه دمائی با مرکز استان نزدیک به ۱۵ درجه می باشد.
در این روستا کشاورزی و باغداری در سطح با کیفیت تری از سایر مناطق کشور اجرا می شود و به نوعی الگوی کشت نوین در منطقه می باشد.
سایت روستای گردشگری و کشت و صنعت سنگ سفید
گروه شرکتهای فناوری اطلاعات و ارتباطات "بیتل"- بیستون تلکام

## رانش زمین
در بهمن ۱۴۰۱ اعلام شد که روستای سنگ سفید با پدیدۀ رانش زمین مواجه شده‌است.